# Rüdersdorf bei Berlin
Rüdersdorf bei Berlin é um município da Alemanha, situado no distrito de Märkisch-Oderland, no estado de Brandemburgo. Tem 70,11 km² de área, e sua população em 2019 foi estimada em 15.812 habitantes.